# 유종하
류종하(柳宗夏, 1936년 7월 28일 ~ )는 대한민국의 제26대 외무부 장관을 지낸 공무원이다. 본관은 풍산이며, 서애 류성룡의 14대손이다.

## 학력
- 경북고등학교
- 서울대학교 정치학 학사

## 경력
- 제28대 외무부 차관
- 제26대 외무부 장관
- 제17대 대통령직인수위원회 외교통일안보분과 자문위원
- 제26대 대한적십자사 총재
- 보다나은미래를위한 반기문재단 고문

| 27대 신동원 | 제28대 외무부 차관 1989년 12월 29일 ~ 1992년 2월 27일 | 29대 노창희 |

| 전임 정종욱 | 제2대 대통령비서실 외교안보수석비서관 1994년 12월 23일 ~ 1996년 11월 6일 | 후임 반기문 |

| 25대 공로명 | 제26대 외무부 장관 1996년 11월 7일 ~ 1998년 3월 3일 | 초대 외교부 장관 박정수 |

| 25대 이세웅 | 제26대 대한적십자사 총재 2008년 10월 8일 ~ 2011년 10월 7일 | 27대 유중근 |